# Antonio Lussich
Antonio Dionisio Lussich Griffo (Montevideo, 23. ožujka 1848. – Punta del Este, 5. lipnja 1928.) bio je urugvajski mornar, botaničar i pisac, hrvatskog podrijetla.

## Životopis
Otac mu je bio Filip Lukšić, hrvatski trgovac koji je doselio u Montevideo 1840. s otoka Brača. U mladosti se Lussich borio na strani Aparicia Saravie, vođe stranke "Partido Blanco", u urugvajskom građanskom ratu. Kasnije je Lussich uspostavio dobre veze s urugvajskom strankom "Partido Colorado", čije je predsjednike Claudia Wíllimana i Baltasara Bruma ugostio u Punti Balleni. 
5. listopada 1896. Antonio Lussich je kupio zemljište veličine 1800 hektara, koje se prostiralo od "Arroyo el Potrero" do "Sierra de la Ballena" i od Rio de la Plata do Lagune del Sauce, tlo koje je u to vrijeme bilo samo pjeskovito i stjenovito. Na ovom tlu započinje svoje životno djelo, gradnju arboretuma Lussich, ogromnog prirodnog botaničkog vrta. Bio je suvlasnik dijela očeve morske tvrtke za spašavanje uz čiju pomoć i kontakte nabavlja sjemena i stabla za arboretum, no svoj udio prodaje 1917. godine da bi se do kraja posvetio svojoj strasti, arboretumu.
Autor je djela "Los tres gauchos orientales" (hrv. Tri gauča s istoka), koje opisuje seoski život u Urugvaju u 19. stoljeću. Također je autor drugih djela o mornarima i moru. Preminuo je 1928. u mjestu Punta del Este.

## Djela
- Los tres gauchos orientales (1872.)
- El matrero Luciano Santos (1873.)
- Cantalicio Quirós y Miterio Castro (1883.)